# RasenBallsport Leipzig
El RB Leipzig (oficialmente RasenBallsport Leipzig e. V. en alemán o Leipzig de manera abreviada, pronunciado /ˈʁbiː ˈlaɪptsɪç/) es una entidad deportiva de la ciudad de Leipzig, Sajonia, Alemania. Juega en la Bundesliga, máxima categoría del fútbol alemán. El equipo fue fundado en 2009 por la empresa austríaca de bebidas energéticas Red Bull GmbH, siendo el primer club del grupo empresarial creado desde cero.
El club partió desde la quinta y última división Alemana, ingresando al esquema del fútbol teutón comprando la licencia de otro equipo de esa misma división, el SSV Markranstädt, el cual se refundó ese mismo año. Desde entonces, el club ha alcanzado cuatro ascensos en solo siete temporadas, logrando llegar a la Bundesliga, de la que hoy es uno de los principales animadores. Disputa sus partidos como local en el Red Bull Arena, anteriormente llamado Zentralstadion.
Debido a que las normas de la liga alemana de fútbol impiden que un equipo esté controlado directamente por una persona física o jurídica, una cláusula conocida como «regla 50+1», el R. B. Leipzig está constituido a efectos legales como un club de socios. Sin embargo, los únicos socios con derecho a voto son personas que están vinculadas directa o indirectamente con Red Bull, propietaria a su vez de varios clubes en otros países a través del consorcio Red Bull GmbH. Incluso inicialmente el club se llamaría Red Bull Leipzig, pero ante la negativa reglamentaria, buscaron un término cuyas iniciales siguieran siendo "RB": RasenBallsport o deporte balón-césped en español.
Esto ha llevado a que numerosas aficiones rivales rechacen la existencia del equipo, al que consideran un ejemplo de la mercantilización del deporte profesional. Por ese motivo muchas aficiones se refieren de modo despectivo al club como Rattenball Leipzig. Por otro lado, sus defensores consideran que ha sido un estímulo para mejorar el fútbol en los nuevos estados de Alemania.

## Historia

### Fundación y primeros años

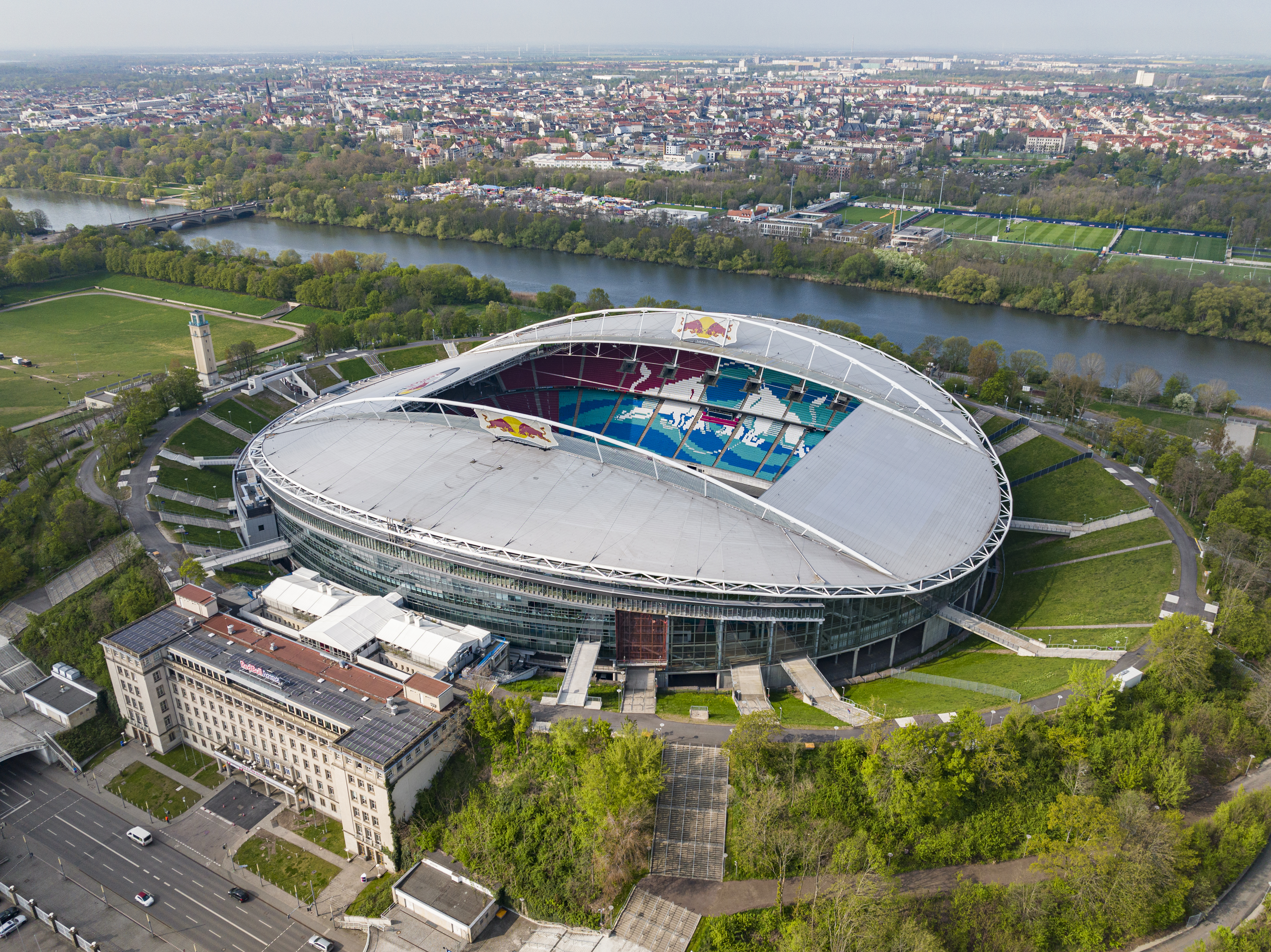
El Zentralstadion fue una de las razones que llevó a Red Bull a apostar por Leipzig.

El nacimiento del RasenBallsport Leipzig está relacionado con las inversiones deportivas de Red Bull GmbH. La empresa de bebidas energéticas ya había adquirido clubes de fútbol en Austria (Red Bull Salzburg, 2004) y Estados Unidos (New York Red Bulls, 2006), y había planeado incursionar en el deporte alemán mediante la compra de un club ya existente, al que cambiarían los colores sociales y nombre por los de la multinacional.
Siguiendo el consejo de Franz Beckenbauer, amigo del coproprietario de Red Bull Dietrich Mateschitz, se apostó por adquirir la licencia de un equipo en Leipzig. La ciudad de Sajonia es una de las de mayor tradición futbolística en Alemania, cuenta con grandes infraestructuras y el reformado Zentralstadion (44.000 localidades) había sido sede de la Copa Mundial de 2006. Además formaba parte de la antigua Alemania Oriental, que desde la reunificación apenas había aportado clubes a la Bundesliga.
En 2006 la empresa presentó una oferta por el FC Sachsen Leipzig, campeón en tiempos de la DDR-Liga (como BSG Chemie Leipzig) pero que desde los años 1990 había quedado relegado a la cuarta categoría. Aunque ambas partes llegaron a un acuerdo, los aficionados del Chemie protestaron y la Federación Alemana de Fútbol (DFB) vetó la operación, pues las leyes germanas no permiten ni patrocinadores en el nombre ni que una empresa pudiese adquirir el 51% de un club de fútbol.
Más tarde, Red Bull entabló conversaciones con las directivas del FC St. Pauli, del 1860 Múnich y del Fortuna Düsseldorf, todas ellas frustradas por la negativa de sus hinchas. Las opciones de incursionar en Alemania Occidental eran escasas por la tradición deportiva, de modo que se redoblaron los esfuerzos por Leipzig en 2008.
A diferencia de lo sucedido con el Red Bull Salzburgo, e incluso de sus planes iniciales, Mateschitz decidió crear un club de fútbol nuevo para competir en la Oberliga (quinta categoría), donde la DFB no tenía autoridad. Sin embargo, la Asociación de Fútbol de Sajonia establecía que los debutantes debían partir de la división más inferior, así que fue necesario adquirir la plaza en Oberliga de un rival.
En mayo de 2009 se anunció la compra de la plaza del Spiel-und Sportverein Markranstädt, entidad amateur de un pueblo a 13 kilómetros de Leipzig, por algo más de 350.000 euros según la prensa germana. El club que asumió su lugar fue el actual RasenBallsport Leipzig, con colores y escudo muy similares a los de Red Bull. Como no podían utilizar el nombre de la empresa por las leyes de patrocinio, la directiva tomó la palabra RasenBallsport (en español, «deporte de pelota sobre césped») cuyas siglas «RB» son las mismas que las corporativas. Además, el R. B. Leipzig asumía la gestión del Zentralstadion, renombrado Red Bull Arena. Los objetivos de la compañía eran ascender a la Bundesliga en ocho temporadas e invertir más de 100 millones de euros en una década.

### Inicios en categorías regionales (2009-13)
El R. B. Leipzig fue fundado oficialmente el 19 de mayo de 2009. Como parte del acuerdo, el SSV Markanstädt aportaría sus filiales y su cuerpo técnico, por lo que el primer entrenador del nuevo club fue Tino Vogel, hijo del internacional Eberhard Vogel. No obstante, el club absorbido podía mantener el control sobre la cantera. Ya que el R. B. Leipzig debía contar al menos con cuatro secciones de fútbol base, Red Bull tuvo que contactar de nuevo con el FC Sachsen Leipzig para adquirir las suyas.
El equipo se inscribió en la temporada 2009-10 de la NOFV-Oberliga. Hasta la conclusión de las obras del Red Bull Arena, su hogar sería el Stadion am Bad de Markanstädt con 5.000 localidades. La irrupción del R. B. Leipzig fue boicoteada por los aficionados del Lokomotive Leipzig y del Sachsen Leipzig, clubes históricos de la ciudad, e incluso los primeros amistosos tuvieron que ser cancelados por razones de seguridad. No obstante, su actividad continuó sin problemas y gracias a una plantilla formada por futbolistas experimentados en categorías nacionales, el R. B. Leipzig ascendió a Regionalliga (cuarta división) en primer lugar, con una ventaja de 22 puntos sobre el segundo. Tras esa promoción, la entidad devolvió sus filiales al SSV Markranstädt y se hizo con el control de un modesto equipo de séptima división para reconvertirlo en el reserva R. B. Leipzig II. El 24 de julio de 2010 se estrenó el remodelado Red Bull Arena con un amistoso ante el Fußball-Club Gelsenkirchen-Schalke.
Si bien el R. B. Leipzig se había preparado para un ascenso rápido, lo cierto es que su etapa en la Regionalliga fue más larga de lo esperado. En la campaña 2010-11 se fichó como entrenador a Tomas Oral (procedente del FSV Frankfurt) y este solo pudo conseguir un cuarto lugar que les dejaba fuera de la promoción. No obstante, la entidad sí se proclamó vencedora de la Copa de Sajonia de 2011. Oral fue reemplazado por Peter Pacult, extécnico del Rapid de Viena, que tampoco cumplió las expectativas de la directiva: en el año 2011-12 finalizaron terceros, sin opciones de promoción, y Pacult fue cesado.
En junio de 2012 se produjo la contratación de Ralf Rangnick, ex del F. C. Gelsenkirchen-Schalke, como director deportivo del Red Bull Salzburgo y del R. B. Leipzig, mientras que Gérard Houllier asumiría la dirección general del grupo deportivo. A partir de ese momento, la planificación de la plantilla se haría con jóvenes promesas que no superarían los 23 años, se invirtieron 35 millones en la construcción de una nueva ciudad deportiva y se contrató como entrenador al hasta entonces desconocido Alexander Zorniger. Los cambios dieron resultados: el plantel se proclamó campeón de la temporada 2012-13 de la Regionalliga, logró el ascenso a la 3. Liga y conquistó la segunda Copa de Sajonia de su palmarés.

### Ascenso a máxima división Alemana (2014-16)
La temporada 2013-14 de la 3. Liga fue la primera del R. B. Leipzig en categoría nacional. Para superar esa fase, la dirección deportiva gastó más de 2 millones de euros en jóvenes promesas internacionales: Joshua Kimmich (VfB Stuttgart), Anthony Jung (FSV Frankfurt), Dominik Kaiser (Hoffenheim) y el danés Yussuf Poulsen (Lyngby), acompañados por miembros del ascenso como el veterano defensa Tim Sebastian, natural de Leipzig, y el delantero Daniel Frahn. Para la portería se contrató a Fabio Coltorti, internacional con la selección Suiza, y en el mercado invernal llegó el austríaco Georg Teigl, el primero de una serie de intercambios con el Red Bull Salzburgo de Austria. Gracias a una racha de imbatibilidad en las últimas 14 jornadas, el R. B. Leipzig consolidó la segunda posición que certificaba el ascenso a 2. Bundesliga.

Emil Forsberg llegó al R. B. Leipzig en 2014.

La organización de la liga profesional (Deutsche Fußball Liga ), concedió al R. B. Leipzig una licencia para la 2. Bundesliga bajo tres condiciones: modificar el escudo, muy similar al logo de Red Bull; facilitar la entrada de nuevos socios, y cambiar la composición de la directiva para que los empleados de Red Bull no sumasen mayoría. A pesar de que Dietrich Mateschitz las rechazó bajo la amenaza de retirar al club de las competiciones, ambas partes acabarían llegando a un acuerdo y los sajones pudieron inscribirse. Para la temporada 2014-15 se hizo una inversión de 20 millones de euros con hasta 16 fichajes, entre ellos los de Rani Khedira, Emil Forsberg, Terrence Boyd, Marcel Sabitzer y Marvin Compper. Una racha negativa en mitad del curso propició que Alexander Zorniger fuese cesado luego de tres temporadas. Si bien Ralf Rangnick contempló como sustituto al técnico Thomas Tuchel, eso no fue posible y el propio Rangnick tuvo que compaginar la dirección deportiva con el cargo de entrenador. El equipo finalizó la edición en quinta posición, a ocho puntos del play-off de ascenso.
En el año 2015-16, Rangnick asumió el control y volvió a invertir mucho dinero en futbolistas jóvenes: la entidad pagó 8 millones de euros por Davie Selke al Werder Bremen, más de 5 millones por Atınç Nukan al Besiktas y unos 3 millones por Marcel Halstenberg al FC St. Pauli, aunque se vio obligado a vender a Joshua Kimmich al VfB Stuttgart debido a una cláusula de recompra. De igual modo, el Red Bull Salzburgo asumió un rol de «club satélite» al que los alemanes cedían sus jóvenes promesas para foguearse en la menos exigente Bundesliga austríaca. Gracias a unas tácticas arriesgadas y un juego basado en la velocidad, el R. B. Leipzig terminó la temporada en segunda posición, ascendiendo de forma directa a la máxima categoría. El R. B. Leipzig había cumplido así su objetivo fundacional en los plazos previstos.

### Bundesliga (desde 2016)

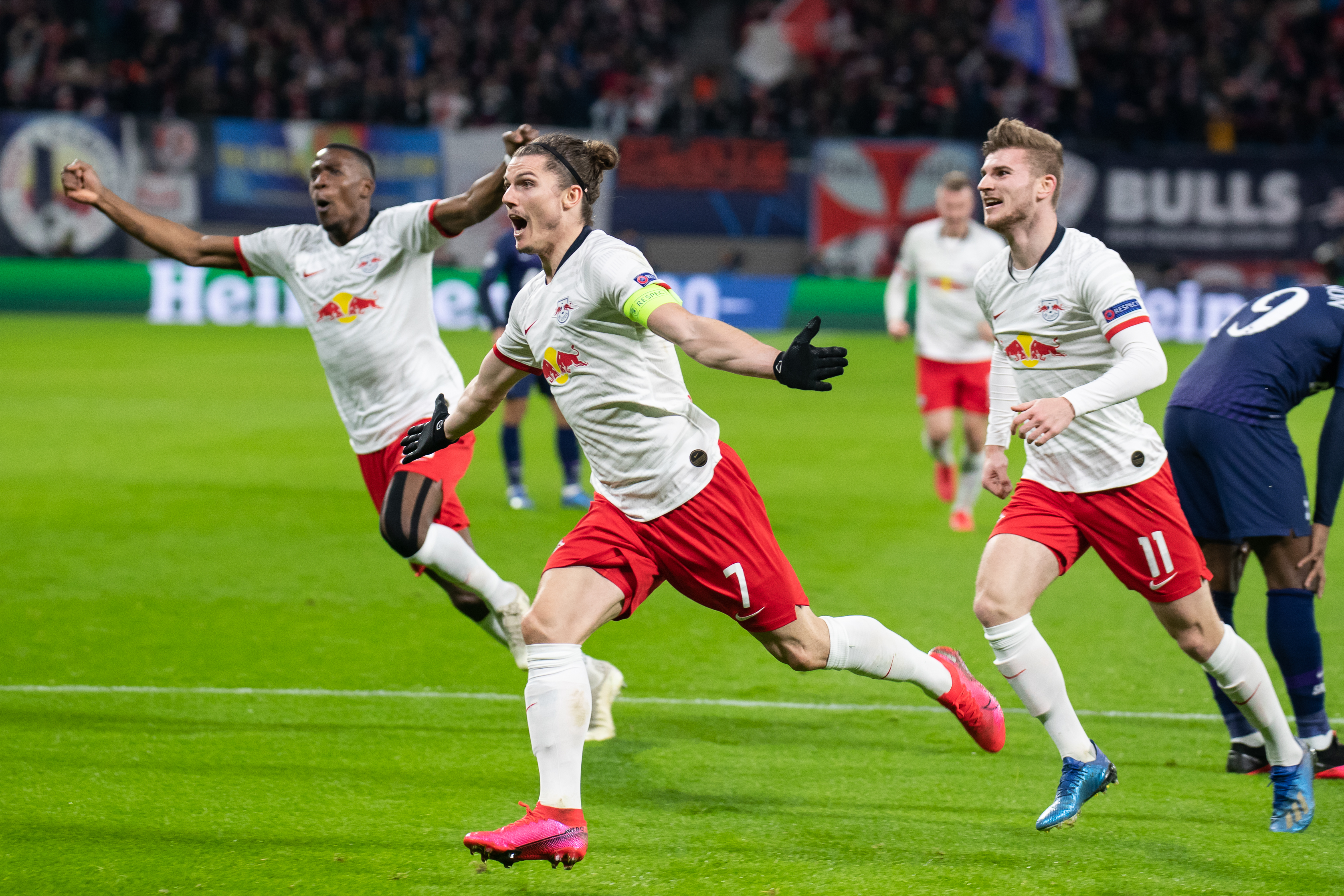
Partido entre el R.B. Leipzig y el Tottenham por la Liga de Campeones de la UEFA.

Para el debut del Leipzig en la Bundesliga 2016-17, Rangnick prefirió centrarse en labores directivas y contrató como nuevo entrenador a Ralph Hasenhüttl, procedente del Ingolstadt que fue la revelación de la campaña anterior. La región de la otrora Alemania Oriental no contaba con un club en Primera División desde el descenso del Energie Cottbus en la temporada 2008-09.
En su temporada de debut, el R. B. Leipzig dio la sorpresa al finalizar en segundo lugar, solo por detrás del Bayern de Múnich, con un plantel en el que destacaron jugadores como Naby Keïta y el goleador Timo Werner. Gracias a esta campaña, el equipo obtuvo la clasificación para la Liga de Campeones 2017-18 pese a que otro club de Red Bull, el Red Bull Salzburgo, clasificó como campeón de Austria, poniendo en riesgo la participación de ambos ya que los estatutos UEFA prohíben la participación simultánea a dos equipos de un mismo propietario. Finalmente, la UEFA decidió aceptar ambos equipos tras confirmar que «no existe influencia simultánea» entre los dos, alegando cambios en sus estructuras que dejaron a Red Bull como propietario del equipo alemán y únicamente patrocinador del equipo austriaco, pero en la práctica toma las decisiones deportivas y administrativas de ambos equipos.
En la Liga de Campeones de la UEFA 2019-20, realizan una campaña histórica para un equipo creado recientemente, llegando hasta semifinales por primera vez en su historia tras ganar su grupo por delante del Lyon, el Benfica y el Zenit de San Petersburgo. Posteriormente derrotó en octavos de final al Tottenham y en cuartos de final al Atlético de Madrid, en un torneo realizado desde cuartos de final de forma atípica jugando en cancha neutral y a partido único sin espectadores, producto de la pandemia mundial de coronavirus. Sin embargo, el RB Leipzig perdió por 3-0 ante el París Saint-Germain en semifinales.
Bajo el mando del entrenador Domenico Tedesco, el equipo alcanzó las semifinales de la Liga Europa de la UEFA 2021-22, en las que fue eliminado por el Rangers por un global de 3-2. El 21 de mayo de 2022 consiguen el primer título de su historia al vencer al Friburgo 2-4 por penaltis en la Copa Alemana. Además en la siguiente temporada revalidaron el título al ganar en la final por 2-0 al Eintracht Fráncfort.
El 12 de agosto de 2023 consiguieron su primera Supercopa Alemana al vencer por 3-0 al Bayern Múnich con un triplete de Dani Olmo.
El 31 de agosto de 2024, terminaron con la racha de 35 partidos invicto del Bayern Leverkusen de Xabi Alonso en Bundesliga al vencerles por 2-3 en el BayArena.

## Controversia
En general, en el transcurso de la década del 2000, debido al desarrollo comercial del fútbol, el R. B. Leipzig ha suscitado el rechazo de gran parte de bastantes aficiones rivales de históricos clubes alemanes como 1. FC Colonia, Bayern Múnich, Borussia Dortmund, Werder Bremen, VfB Stuttgart y Hamburgo, que consideran a la entidad un ejemplo de la mercantilización del «fútbol moderno» y una herramienta publicitaria al servicio de Red Bull.
Todo ello está relacionado con un choque con la cultura tradicional del fútbol alemán: las reglas del país establecen que el 51% de las acciones de un club deben ser propiedad de los socios, con la excepción de aquellas empresas que hayan demostrado su compromiso a largo plazo. Las normas contrastan con los planes iniciales de Red Bull, que pretendía comprar un equipo histórico en apuros y cambiar por completo sus colores sociales por los corporativos. Al no poder hacer eso, optaron por hacer uno de cero y comprar la plaza de otro rival. Cuando el R. B. Leipzig subió a la 2. Bundesliga, la organización le obligó a facilitar la entrada de nuevos socios y cambiar la composición de la directiva para que Red Bull no sumase mayoría.
La percepción negativa ha crecido con la inversión económica del R. B. Leipzig para garantizar sus ascensos, primero con fichajes de profesionales en las categorías regionales y después con jóvenes talentos de clubes de la Bundesliga. El R.B. Leipzig y Red Bull GmbH se encontraron entonces con furiosas protestas en toda Alemania. En algunas ocasiones, las protestas derivaron en actos de violencia y amenazas. Equipos como el VfB Stuttgart, FC Nürnberg, TSV Múnich, F.C. Unión Berlín, F. C. Erzgebirge Aue, K. Offenbach, Chemnitzer o Hessen Kassel cancelaron sus partidos amistosos contra el R.B. Leipzig, debido a las protestas de sus propios hinchas.
Los aficionados del club histórico de Leipzig, el Lokomotive Leipzig, boicotearon los primeros encuentros del nuevo club. En 2014, las aficiones de 10 equipos de la 2. Bundesliga se unieron en la campaña «No al RB» (Nein zu RB), en la que pedían a la DFL que no les concediesen una licencia federativa. Los aficionados del Union Berlin incluso se vistieron de luto en el primer encuentro frente a ellos por lo que consideraban «la muerte de la cultura futbolística».
Por otra parte, otros aficionados al fútbol en Leipzig han valorado la irrupción del club de Red Bull de forma positiva, e incluso consideran que ha sido un estímulo para mejorar este deporte en Alemania del Este, pues desde la reunificación alemana no habían conseguido destacar en el fútbol nacional. Todo ello, sumado a los problemas económicos de Lokomotive y Sachsen Leipzig, ha motivado una desbandada de seguidores de estos equipos a las gradas del Red Bull Arena.

## Indumentaria
El RB Leipzig juega con los tradicionales colores rojo y blanco de los equipos de fútbol de Red Bull. Todos los escudos propuestos en la fundación del club fueron rechazados por la Asociación de Fútbol de Sajonia (SFV), por considerarlos copias del logotipo corporativo de Red Bull GmbH. Por lo tanto, el equipo jugó su temporada inaugural en 2009-10 sin escudo. Más tarde, el RB Leipzig propuso un nuevo escudo, que finalmente fue aceptado por la SFV en mayo de 2010. El escudo era ligeramente diferente de los escudos utilizados por otros equipos de fútbol de Red Bull. Se modificó la forma de los dos toros y se añadieron algunos trazos. El escudo se utilizó desde la temporada 2010-11 de la Regionalliga hasta el final de la temporada 2013-14 de la 3. Liga. Sin embargo, fue rechazado por la Liga de Fútbol Alemana (DFL) durante el procedimiento de concesión de licencias para la temporada 2014-15 de la 2. Bundesliga. Como parte de un compromiso con la DFL, el club acordó rediseñar su escudo e introdujo el escudo actual. El escudo actual es significativamente diferente de los escudos utilizados por otros equipos de fútbol de Red Bull, aunque es idéntico al escudo modificado utilizado por el Red Bull Salzburgo para los partidos internacionales y debido a las regulaciones de la UEFA. El sol amarillo se ha cambiado por un balón de fútbol y las iniciales de "RasenBallsport" se han reubicado en la parte inferior del escudo y ya no están resaltadas en rojo.
- Uniforme Titular: Camiseta blanca, pantaloneta roja y medias blancas o rojas.
- Uniforme Alternativo: Camiseta roja, pantaloneta roja y medias rojas.
- Tercer uniforme: Camiseta negra con detalles rojos y amarillos, pantaloneta negra y medias rojas.

| Primero | (Ver evolución) | Actual |

### Patrocinio
| Período   | Proveedor | Patrocinador |
| --------- | --------- | ------------ |
| 2009—2014 | Adidas    | Red Bull     |
| 2014—2024 | Nike      | Red Bull     |
| 2024—     | Puma      | Red Bull     |

## Instalaciones

### Estadio

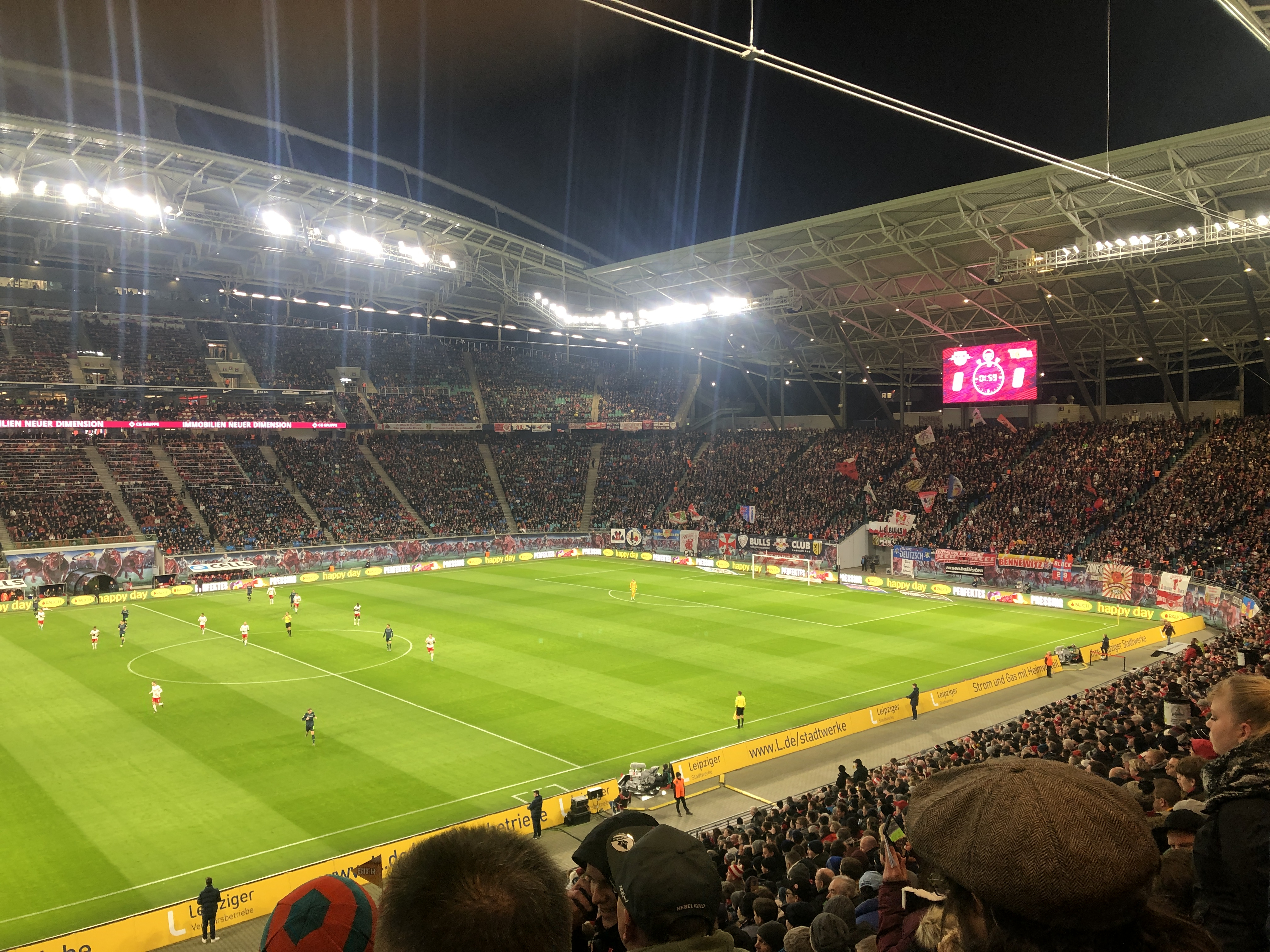
Vista del interior en el estadio.

El estadio donde el Leipzig disputa sus partidos es el Red Bull Arena, situado cerca del distrito central. Su aforo es de 42,959 localidades.
Originalmente llamado Zentralstadion (mismo nombre que utiliza para partidos oficiales internacionales), fue inaugurado el 4 de agosto de 1956 por las autoridades de la República Democrática Alemana y en su momento se trató de uno de los estadios con mayor aforo del mundo, hasta 100.000 espectadores. El campo de fútbol estaba rodeado por una pista de atletismo. Su uso se reducía a acontecimientos de masas como encuentros de la selección de Alemania Oriental, campeonatos de atletismo y festivales deportivos. Tras la reunificación alemana, la instalación quedó inutilizada por los altos costes de mantenimiento.

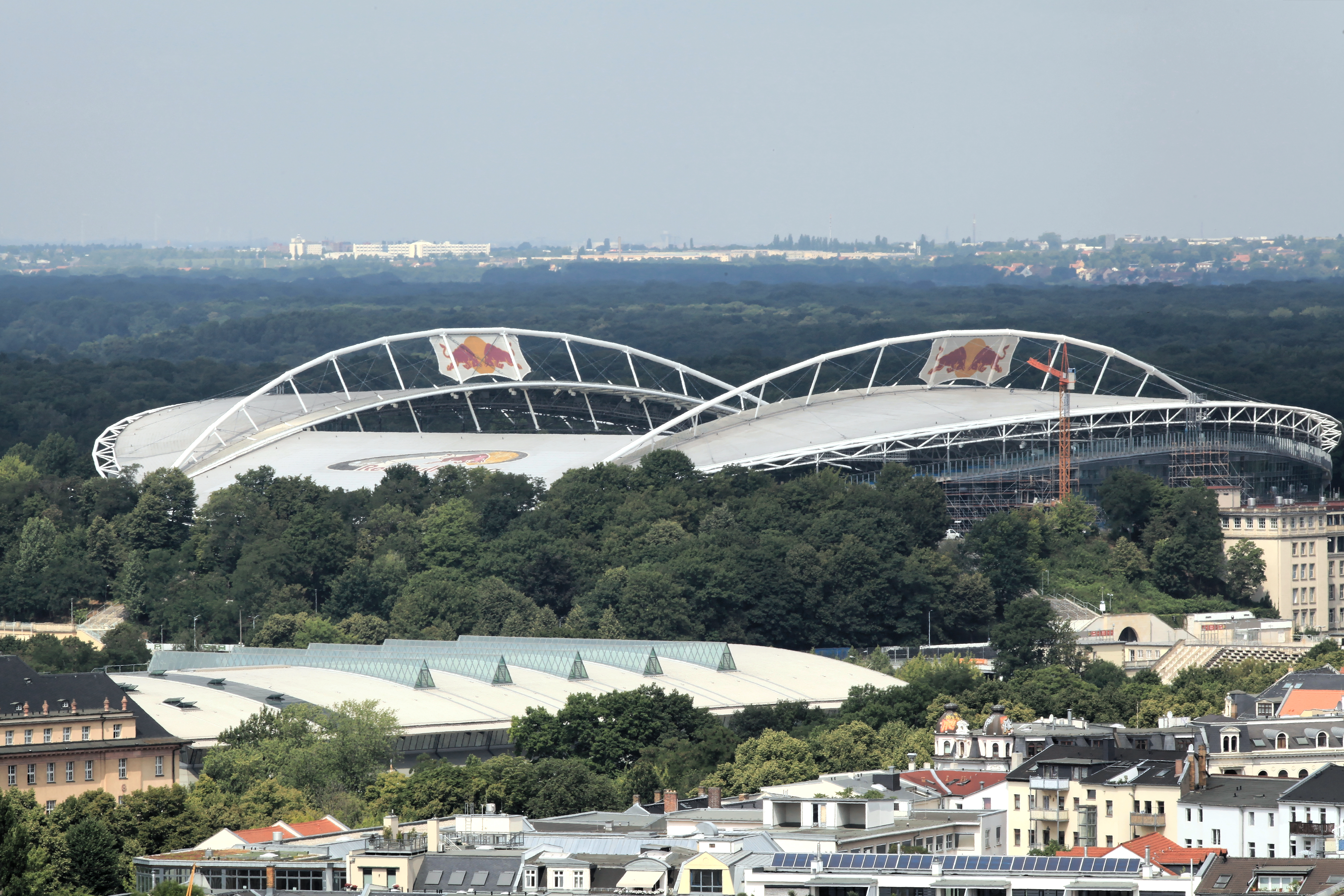
Vista del exterior en el estadio.

En 1997, el ayuntamiento de Leipzig aprobó una reconstrucción completa para convertirlo en un estadio específico de fútbol, con vistas a convertirse en sede de la Copa Mundial de Fútbol de 2006. Las obras duraron desde 2000 hasta 2004, se eliminó la pista de atletismo y el aforo fue reducido a 42,959 localidades de asiento. El nuevo Zentralstadion fue inaugurado el 17 de noviembre de 2004 y además del Mundial ha albergado la Copa FIFA Confederaciones 2005, tres finales de la Copa de Alemania y numerosos conciertos.
Antes de la fundación del R. B. Leipzig en 2009, el campo apenas se usaba porque los equipos históricos de la ciudad (Lokomotive Leipzig y Sachsen Leipzig) estaban en categorías inferiores. Red Bull se comprometió en 2010 a asumir los costes de mantenimiento del escenario y una nueva reforma a través de un comodato con el ayuntamiento de Leipzig por 20 años, siendo renombrado como «Red Bull Arena». El 24 de julio de 2010 se estrenó el remodelado terreno de juego con un amistoso. La asistencia media a los partidos en la temporada 2015-16 fue de 29,440 espectadores, la segunda más alta de 2. Bundesliga, y se agotaban las entradas en los encuentros importantes. En la Bundesliga 2016-17, el Leipzig promedió 41.454 espectadores, equivalente al 97% de la capacidad del estadio.

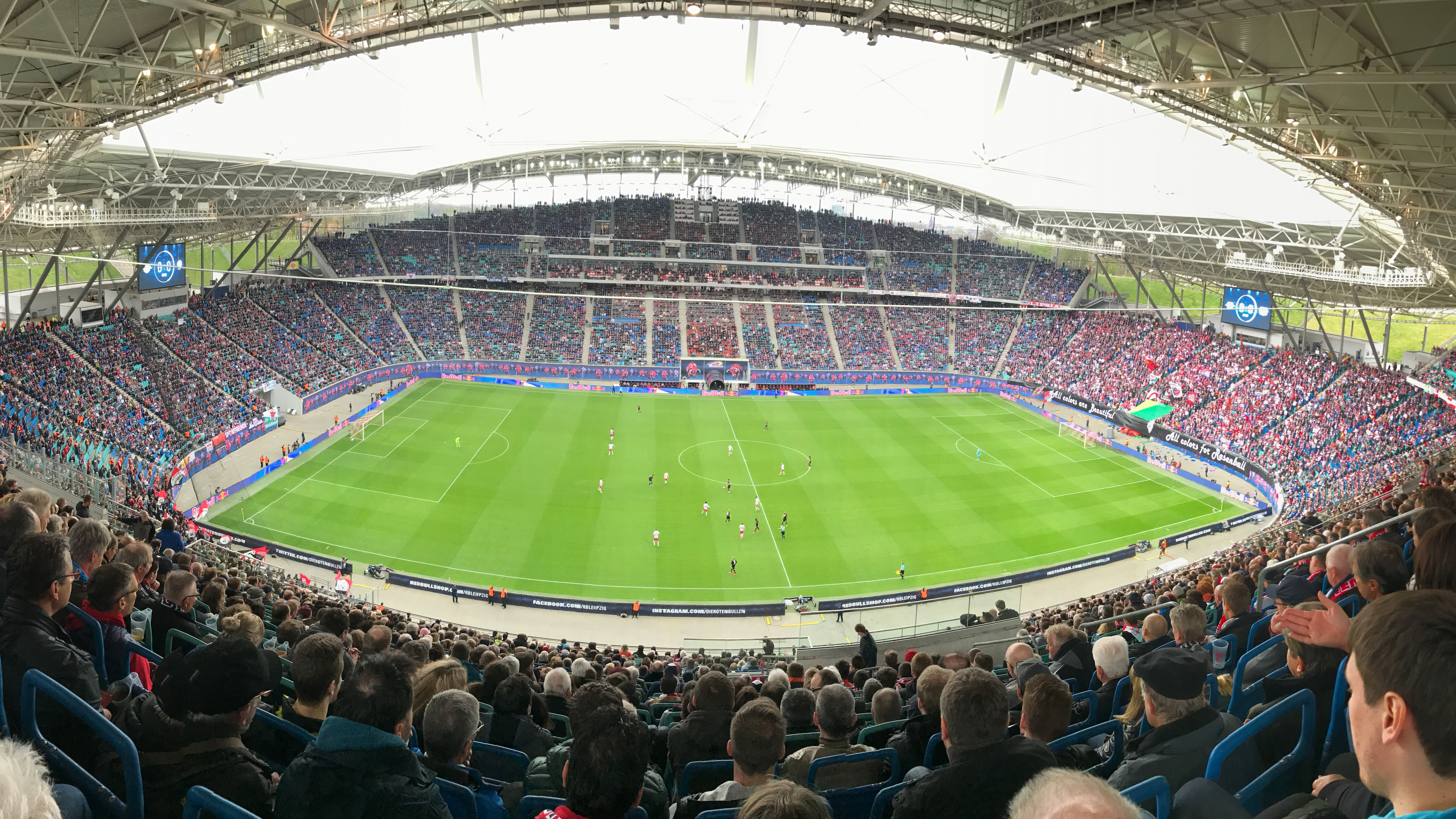
Vista panorámica del estadio.

En 2016, Red Bull completó la compra del estadio al ayuntamiento de Leipzig, proyectando ampliar sus tribunas a unos 57,000 espectadores por el aumento de aficionados al equipo en la ciudad.

### Historial de estadios
- Stadion am Bad, Markanstädt (2009-2010)
- Red Bull Arena (desde 2010)

### Centro de formación
En 2010, Red Bull anunció su intención de comprometerse a largo plazo con Leipzig y buscaba una ubicación para un centro de entrenamiento con varios campos naturales y artificiales, así como una academia juvenil. A finales de año, se tomó la decisión a favor de la zona de Leipziger Kleinmesse en Cottaweg, donde se construirán los terrenos del club en una superficie de 92.000 metros cuadrados con un coste de 30 millones de euros. Tras las objeciones de varias asociaciones de protección del medio ambiente y duras negociaciones, los planes del RB Leipzig fueron aprobados por el ayuntamiento el 15 de diciembre de 2010.
La ampliación comenzó en marzo de 2011 y se llevó a cabo en dos fases. Durante la primera fase de construcción, se construyeron directamente tres campos de césped natural y un campo de césped artificial. Las salas de los equipos y las instalaciones sanitarias se alojaron temporalmente en contenedores. Esta sección terminada se inauguró el 12 de agosto de 2011.
Como el ayuntamiento había aprobado el plan de desarrollo al oeste de Cottaweg a finales de noviembre de 2012, los planos se volvieron a exponer. El proceso de aprobación se completó con éxito, lo que significa que las condiciones para el inicio de la construcción podrían crearse a finales de 2013. A continuación, se construyeron campos de fútbol adicionales, un centro juvenil y una grada para 1.000 espectadores, que se utilizará principalmente para los entrenamientos públicos y los partidos de prueba, así como para los partidos de las selecciones juveniles, como la sub-19. Los edificios situados junto a los campos de fútbol se construyeron entre la primavera de 2014 y el verano de 2015 y costaron 33 millones de euros. El centro se abrió al público por primera vez en octubre de 2015.

## Datos del club
- Puesto histórico: 29.º[55]
- Temporadas en Bundesliga: 7.
- Mejor puesto en la liga: 2.º (2 veces).
- Peor puesto en la liga: 6.º (2017-18).
- Mayor número de puntos en una temporada: 67 (2016-17).
- Mayor número de goles en una temporada: 81 (2019-20).
- Mayor victoria: R. B. Leipzig 8:0 Mainz 05 (2019-20).
- Mayor derrota: Manchester City 7:0 R. B. Leipzig (Liga de Campeones 2022-23).
- Jugador con más partidos disputados: Yussuf Poulsen (358 partidos oficiales).
- Jugador con más goles: Timo Werner (111 goles en competiciones oficiales).
- Jugador con más asistencias: Emil Forsberg (67 asistencias en competiciones oficiales).

## Palmarés
Nota: en negrita competiciones vigentes en la actualidad.
Torneos nacionales (3)
| Competición nacional               | Títulos           | Subcampeonatos    |
| ---------------------------------- | ----------------- | ----------------- |
| Primera División de Alemania (0/2) |                   | 2016-17, 2020-21. |
| Copa de Alemania (2/2)             | 2021-22, 2022-23. | 2018-19, 2020-21. |
| Supercopa de Alemania (1/1)        | 2023.             | 2022.             |
|                                    |                   |                   |
| Segunda División de Alemania (0/1) |                   | 2015-16.          |
| Tercera División de Alemania (0/1) |                   | 2013-14.          |

### Palmarés oficial (3)
| Títulos oficiales | Nacionales | Nacionales | Nacionales | Nacionales            | Europeos | Europeos | Europeos | Europeos | Europeos | Mundiales | Mundiales | Total |
| Títulos oficiales |            |            |            | SuperCopa de Alemania |          |          |          |          |          |           |           | Total |
| ----------------- | ---------- | ---------- | ---------- | --------------------- | -------- | -------- | -------- | -------- | -------- | --------- | --------- | ----- |
| R. B. Leipzig     | -          | 2          | -          | 1                     | -        | -        | -        | -        | -        | -         | -         | 3     |
| R. B. Leipzig     | Vigente    | Vigente    | Extinta    | Vigente               | Vigente  | Extinta  | Vigente  | Vigente  | Vigente  | Vigente   | Extinta   | 3     |

Otros logros
- Semifinal Liga de Campeones de la UEFA (1): 2019-20.
- Semifinal Liga Europa de la UEFA (1): 2021-22.

Torneos regionales (4)
| Competición regional       | Títulos     | Subcampeonatos |
| -------------------------- | ----------- | -------------- |
| Regionalliga Nordost (1/0) | 2012-13.    |                |
| NOFV-Oberliga Süd (1/0)    | 2009-10.    |                |
| Copa de Sajonia (2/0)      | 2011, 2013. |                |

## Jugadores

### Altas 2025-26
| Altas              | Altas          | Altas                     | Altas     | Altas        |
| Jugador            | Posición       | Procedencia               | Tipo      | Coste        |
| ------------------ | -------------- | ------------------------- | --------- | ------------ |
| Rômulo Cardoso     | Delantero      | Göztepe S. K.             | Traspaso  | 20.000.000 € |
| Yan Diomande       | Delantero      | C. D. Leganés             | Traspaso  | 20.000.000 € |
| Arthur Vermeeren   | Centrocampista | Atlético de Madrid        | Traspaso  | 20.000.000 € |
| Johan Bakayoko     | Delantero      | P. S. V. Eindhoven        | Traspaso  | 18.000.000 € |
| Ezechiel Banzuzi   | Centrocampista | O. H. Leuven              | Traspaso  | 16.000.000 € |
| Andrija Maksimović | Centrocampista | Estrella Roja de Belgrado | Traspaso  | 14.000.000 € |
| Max Finkgräfe      | Defensa        | F. C. Colonia             | Traspaso. | 4.000.000 €  |

### Bajas 2025-26
| Bajas          | Bajas          | Bajas                   | Bajas     | Bajas         |
| Jugador        | Posición       | Destino                 | Tipo      | Coste         |
| -------------- | -------------- | ----------------------- | --------- | ------------- |
| Benjamin Šeško | Delantero      | Manchester United F. C. | Traspaso. | 76.500.000 €  |
| Ilaix Moriba   | Centrocampista | R. C. Celta             | Traspaso. | 6.000.000 €   |
| Janis Blaswich | Portero        | Bayer 04 Leverkusen     | Traspaso. | 2.000.000 €   |
| Yussuf Poulsen | Delantero      | Hamburgo S. V.          | Traspaso. | 1.000.000 €   |
| Tim Köhler     | Defensa        | V. f. B. Stuttgart II   | Traspaso. | Sin detalles. |
| Nuha Jatta     | Centrocampista | V. f. B. Stuttgart II   | Traspaso. | Sin detalles. |
| André Silva    | Delantero      | Elche C. F.             | Traspaso. | 1.000.000 €   |

### Cuerpo técnico 2025-26
| Rol                       | Nombre               |
| ------------------------- | -------------------- |
| Entrenador                | Ole Werner           |
| Asistente                 | Tom Cichon           |
| Asistente                 | Patrick Kohlmann     |
| Analista jefe de partidos | Fabian Friedrich     |
| Analista de partidos      | Johannes von Holwede |
| Analista de partidos      | Dirk Folkerts        |
| Preparador de porteros    | Frederik Gößling     |
| Preparador físico         | Daniel Behlau        |
| Preparador físico         | Ruwen Faller         |
| Director deportivo        | Felix Krüger         |
| Mánager                   | Tim Sebastian        |
| Mánager del equipo        | Babacar N'Diaye      |
| Doctor                    | Robert Marshall      |
| Doctor                    | Frank Striegler      |
| Doctor                    | Jan Niklas Droste    |
| Psicólogo                 | Maximilian Pelka     |

## Registros
La siguiente tabla muestra todas las apariciones y goles en partidos oficiales con el primer equipo del RasenBallsport Leipzig. Además de los partidos de liga esta incluye todos los partidos en las competiciones nacionales e internacionales. No incluye apariciones ni goles en partidos amistosos.
- Actualizado el 17 de mayo de 2025.

     En activo con el club.
| Apariciones | Apariciones        | Apariciones         | Apariciones |
| ----------- | ------------------ | ------------------- | ----------- |
| 1           | Yussuf Poulsen     | 2013–2025           | 425         |
| 2           | Willi Orban        | 2015–presente       | 348         |
| 3           | Péter Gulácsi      | 2016–presente       | 339         |
| 4           | Lukas Klostermann  | 2014-presente       | 326         |
| 5           | Emil Forsberg      | 2015-2023           | 325         |
| 6           | Kevin Kampl        | 2017–presente       | 279         |
| 7           | Marcel Halstenberg | 2015–2023           | 240         |
| 8           | Marcel Sabitzer    | 2014–2021           | 229         |
| 9           | Amadou Haidara     | 2018-presente       | 222         |
| 10          | Diego Demme        | 2014-2020           | 214         |
| 11          | Timo Werner        | 2016-2020 2022-2024 | 213         |
| 12          | Konrad Laimer      | 2017–2023           | 190         |
| 13          | Christopher Nkunku | 2019–2023           | 172         |
| 14          | Dominik Kaiser     | 2012-2018           | 167         |
| 15          | Benjamin Henrichs  | 2020–presente       | 167         |

| Goles | Goles               | Goles               | Goles |
| ----- | ------------------- | ------------------- | ----- |
| 1     | Timo Werner         | 2016-2020 2022-2024 | 113   |
| 2     | Yussuf Poulsen      | 2013–2025           | 95    |
| 3     | Daniel Frahn        | 2010–2015           | 87    |
| 4     | Emil Forsberg       | 2015–2023           | 71    |
| 5     | Christopher Nkunku  | 2019–2023           | 70    |
| 6     | Marcel Sabitzer     | 2014–2021           | 52    |
| 7     | Loïs Openda         | 2023–presente       | 41    |
| 8     | Benjamin Šeško      | 2023–presente       | 39    |
| 9     | Dominik Kaiser      | 2012-2018           | 34    |
| 10    | Willi Orban         | 2015–presente       | 33    |
| 11    | Dani Olmo           | 2020–2024           | 29    |
| 12    | Stefan Kutschke     | 2010-2013           | 27    |
| 13    | André Silva         | 2021–2025           | 27    |
| 14    | Xavi Simons         | 2023–presente       | 21    |
| 15    | Jean-Kévin Augustin | 2017–2019           | 20    |

## Entrenadores

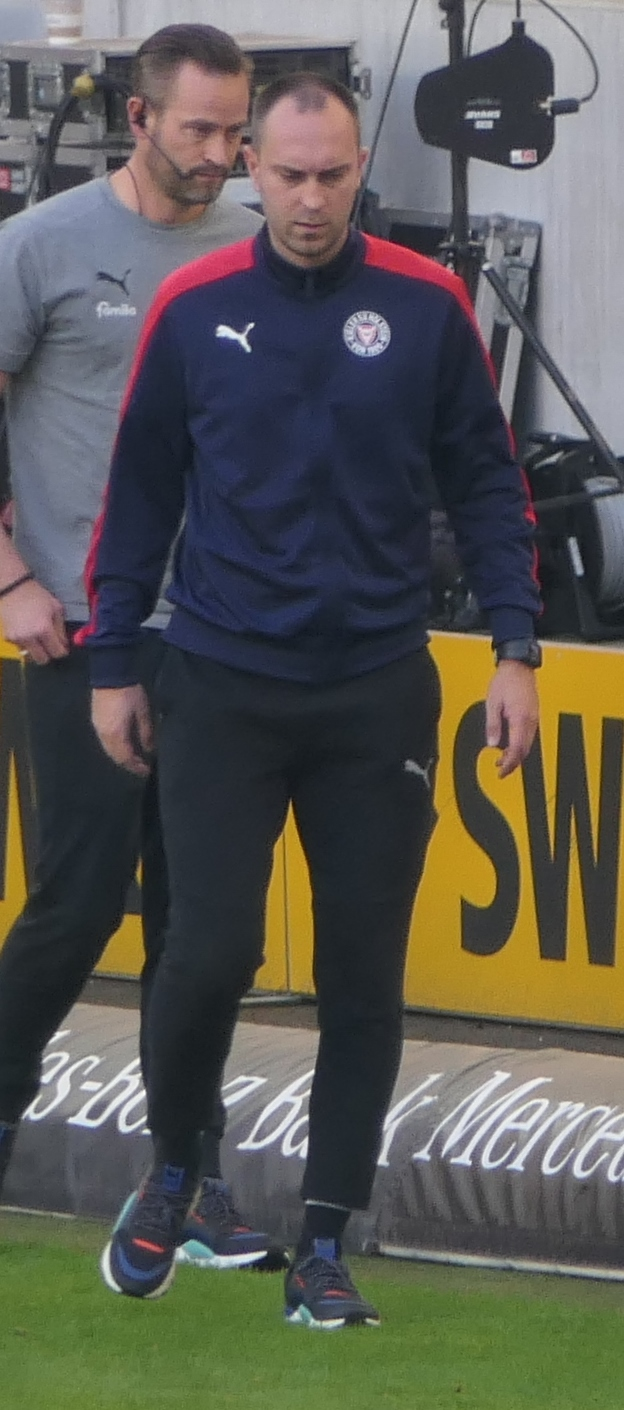
Ole Werner, entrenador del primer equipo desde 2025.

Ole Werner es el actual entrenador del primer equipo. Werner fue nombrado entrenador tras el fin de contrato de Zsolt Lőw en mayo de 2025.
El Leipzig ha tenido —contando a su actual entrenador— un total de 13 entrenadores de fútbol a lo largo de su historia. El primer entrenador que tuvo el club fue Tino Vogel, que dirigió al equipo en la temporada 2009-10. La mayoría de los entrenadores del club han sido alemanes, seguido por la nacionalidad austriaca (2), la italiana (1) y la estadounidense (1).
Desde su fundación en 2009, el RB Leipzig ha experimentado una sucesión de entrenadores que han desempeñado un papel crucial en el ascenso meteórico del club en el fútbol alemán y europeo. Alexander Zorniger fue uno de los primeros entrenadores destacados en la historia del club, guiando al equipo a dos ascensos consecutivos. Ralph Hasenhüttl continuó esta tendencia de éxito, llevando al equipo a una impresionante segunda posición en la Bundesliga en su primera temporada en la máxima categoría, asegurando así la clasificación para la Liga de Campeones de la UEFA.
Ralf Rangnick inicialmente se unió al RB Leipzig en 2012 como director deportivo y entrenador. En su primera etapa, fue una figura clave en el ascenso del club desde la Regionalliga, la cuarta división del fútbol alemán, hasta la 2. Bundesliga. Tras dejar el cargo de entrenador en 2016, Rangnick regresó al club en 2018 en un papel diferente, asumiendo el cargo de director deportivo y luego también el de entrenador interino del primer equipo. Durante esta etapa, desempeñó un papel crucial en la consolidación del RB Leipzig como un competidor destacado en la Bundesliga y en competiciones europeas. Bajo su dirección, fue fundamental en la implementación de la filosofía de juego y el estilo de juego distintivo del club, caracterizado por un enfoque ofensivo y de alta presión.
Julian Nagelsmann asumió el cargo en 2019 y se convirtió en el entrenador más joven en la historia de la Bundesliga. Bajo su dirección, el RB Leipzig continuó compitiendo en la parte alta de la tabla de la Bundesliga y alcanzó las semifinales de la Liga de Campeones de la UEFA en la temporada 2019-2020. Más tarde, Domenico Tedesco asumiría en el banquillo, donde bajo su dirección, el equipo alemán logró ser semifinalista de la Liga Europa de la UEFA 2021-22, y más tarde se convertiría en el primer entrenador de la historia del club en ganar un título oficial, obteniendo la Copa de Alemania 2021-22. Sin embargo, el 7 de septiembre de 2022, fue destituido de su cargo, tras perder 1-4 contra el FC Shajtar Donetsk en el primer partido de fase de grupos de la Liga de Campeones de la UEFA 2022-23. Su sucesor fue Marco Rose, que logró revalidar el título de la Copa de Alemania y venció al Bayern Múnich en la Supercopa de Alemania 2023.

### Lista de entrenadores
- Tino Vogel (13 de junio de 2009 – 31 de mayo de 2010)
- Tomas Oral (29 de junio de 2010 – 28 de mayo de 2011)
- Peter Pacult (27 de junio de 2011 – 3 de julio de 2012)
- Alexander Zorniger (4 de julio de 2012 – 11 de febrero de 2015)
- Achim Beierlorzer (11 de febrero de 2015 – 24 de mayo de 2015)
- Ralf Rangnick (22 de junio de 2015 – 15 de mayo de 2016)
- Ralph Hasenhüttl (1 de julio de 2016 – 16 de mayo de 2018)
- Ralf Rangnick (9 de julio de 2018 – 25 de mayo de 2019)
- Julian Nagelsmann (1 de julio de 2019 – 22 de mayo de 2021)
- Jesse Marsch (1 de julio de 2021 – 4 de diciembre de 2021)
- Achim Beierlorzer (5 de diciembre de 2021 – 8 de diciembre de 2021)
- Domenico Tedesco (9 de diciembre de 2021-7 de septiembre de 2022)
- Marco Rose (8 de septiembre de 2022-30 de marzo de 2025)
- Zsolt Lőw (30 de marzo de 2025-24 de junio de 2025)
- Ole Werner (24 de junio de 2025-presente)

## Estructura

### Organización
RasenballSport Leipzig e.V. es una asociación voluntaria registrada. Su órgano ejecutivo es el Vorstand, el consejo de administración. El consejo de administración es nombrado por el Ehrenrat, el consejo de honor. También está subordinado al Aufsichtsrat, el consejo de supervisión. La junta honoraria es elegida directamente por los miembros del club en la asamblea general. En 2014 se introdujeron importantes cambios organizativos, a raíz de los requisitos establecidos por la Liga de Fútbol Alemana (DFL). Uno de los requisitos era cambiar la composición de los órganos organizativos. Tanto la junta directiva como la junta honoraria habían estado compuestas por empleados o agentes de Red Bull. Esto contradecía de hecho los principios fundamentales de la regla 50+1, tal como la interpreta la DFL, y cuyo objetivo es prohibir la influencia de terceros en las decisiones deportivas de un club. Como parte de un compromiso con la DFL, el club hizo una declaración vinculante que, según dijo, pretendía garantizar que la junta directiva estaría ocupada por una mayoría de personas independientes de Red Bull. Además, se añadió un consejo de supervisión. El consejo honorario había desempeñado tareas que normalmente realizaba un órgano organizativo de control independiente. Estas funciones se transfirieron ahora a un consejo de supervisión de nueva creación, capaz de realizar estas tareas de forma independiente. El club decidió transferir a los antiguos miembros del consejo honorario al consejo de supervisión de nueva creación. La asociación es responsable de los equipos juveniles masculinos, desde el sub-8 hasta el sub-14, y de todos los equipos de fútbol femenino.
La afiliación con derecho a voto está muy restringida. A diferencia de todos los demás clubes de fútbol asociación de Alemania, no existe una forma oficial de convertirse en socio con derecho a voto del RasenballSport Leipzig e.V. Según Ulrich Wolter, el club no aspira a alcanzar el elevado número de socios de otros clubes. Wolter también ha señalado a otros clubes, en los que los ultras han logrado crear estructuras, y ha declarado que el club quiere evitar absolutamente tales condiciones. Para la creación de una asociación voluntaria registrada, la legislación alemana exige que la asociación cuente con al menos siete miembros. Cuatro años después de su fundación, el club solo contaba con 9 miembros, todos empleados de Red Bull. En 2014, la cuota de inscripción para ser socio ascendía a 100 euros y la cuota anual a 800 euros, en comparación con el Bayern de Múnich, que por aquel entonces ofrecía cuotas anuales de entre 30 y 60 euros. Además, una persona dispuesta a pagar la cuota no podía esperar convertirse en socio, ya que la junta directiva podía rechazar una solicitud sin previo aviso.
Esta restrictiva política de afiliación suscitó críticas, por lo que uno de los requisitos originales establecidos por la DFL para obtener una licencia para la temporada 2014-15 de la 2. Bundesliga fue rebajar las cuotas de afiliación y abrir la asociación a nuevos miembros. El club, en respuesta a esta presión de la DFL, anunció cambios en la afiliación en junio de 2014. A partir de ese momento, una persona puede convertirse en "socio colaborador oficial". La cuota anual de este tipo de socio oscila entre 70 y 1.000 euros y sirve para promover el fútbol juvenil dentro del club. A cambio, un "socio de apoyo" recibe ciertos privilegios, como una reunión con el equipo profesional y una sesión de fitness en el Red Bull Arena. Los "miembros de apoyo" también tienen derecho a asistir a las asambleas generales, aunque sin derecho a voto. Para mejorar la participación en la asociación, los "miembros de apoyo" están representados por un miembro en el consejo de supervisión.

### Patrocinio
Desde su fundación, las equipaciones del RB Leipzig fueron suministradas por la marca alemana de ropa deportiva Adidas. En 2014, el club cambió a la marca de ropa deportiva estadounidense Nike, en un acuerdo que se esperaba que estuviera en vigor al menos hasta 2025. En octubre de 2014, el club también firmó acuerdos promocionales con Hugo Boss AG, Porsche como patrocinador juvenil y Volkswagen para anuncios en el estadio. El 20 de mayo de 2016, el RB Leipzig amplió su contrato con Krostitzer Brauerei para que fuera su socio cervecero oficial hasta 2018.

### RasenBallsport Leipzig GmbH
El 2 de diciembre de 2014, la asamblea general de la asociación votó por unanimidad la fundación de una organización derivada en forma de GmbH. La decisión se tomó en una reunión extraordinaria. Estuvieron presentes 14 miembros con derecho a voto y 40 "miembros de apoyo". El Presidente Oliver Mintzlaff declaró que el cambio se realizó para que el club pudiera dar un paso adelante profesionalmente y seguir siendo competitivo. La RasenballSport Leipzig GmbH es responsable del equipo profesional, del equipo reserva y de los equipos juveniles masculinos a partir de la categoría sub-15. Los equipos femeninos también pertenecen a la GmbH.
Desde 2015, Red Bull GmbH es el principal accionista de RasenballSport Leipzig GmbH, con el 99% de las acciones. El 1% restante está en manos del club. Sin embargo, para cumplir con la regla 50+1, el club debe tener la mayoría de votos en la junta de accionistas.

## Desempeño en UEFA
Tras quedar subcampeón en su temporada de debut en la máxima categoría alemana, el RB Leipzig accedió por primera vez al fútbol continental, concretamente a la Liga de Campeones de la UEFA 2017-18, apenas ocho años después de su creación. La campaña también supuso la clasificación del Red Bull Salzburgo como campeón de Austria; esto planteó la cuestión de un posible conflicto de intereses entre los clubes debido al nivel de influencia ejercido por Red Bull sobre ambos equipos y la estrecha relación deportiva entre ellos en varios aspectos. Tras examinar las estructuras operativas durante el mes de junio de 2017, la UEFA se declaró satisfecha en virtud de su reglamento de que ambos clubes eran adecuadamente independientes de la corporación Red Bull, y suficientemente distintos entre sí, para que ambos fueran admitidos en sus competiciones.
Nota: En negrita competiciones activas.
| Competición                                   | Temp. | PJ | PG | PE | PP | GF  | GC  | Dif. | Puntos | Títulos | Subtítulos |
| --------------------------------------------- | ----- | -- | -- | -- | -- | --- | --- | ---- | ------ | ------- | ---------- |
| Copa de Europa / Liga de Campeones de la UEFA | 6     | 46 | 22 | 6  | 18 | 80  | 82  | -2   | 72     | –       | –          |
| Copa de la UEFA / Liga Europea de la UEFA     | 3     | 24 | 11 | 7  | 6  | 40  | 30  | +10  | 40     | –       | –          |
| Total                                         | 9     | 70 | 33 | 13 | 24 | 120 | 112 | +8   | 112    | 0       | 0          |

## Afiliaciones

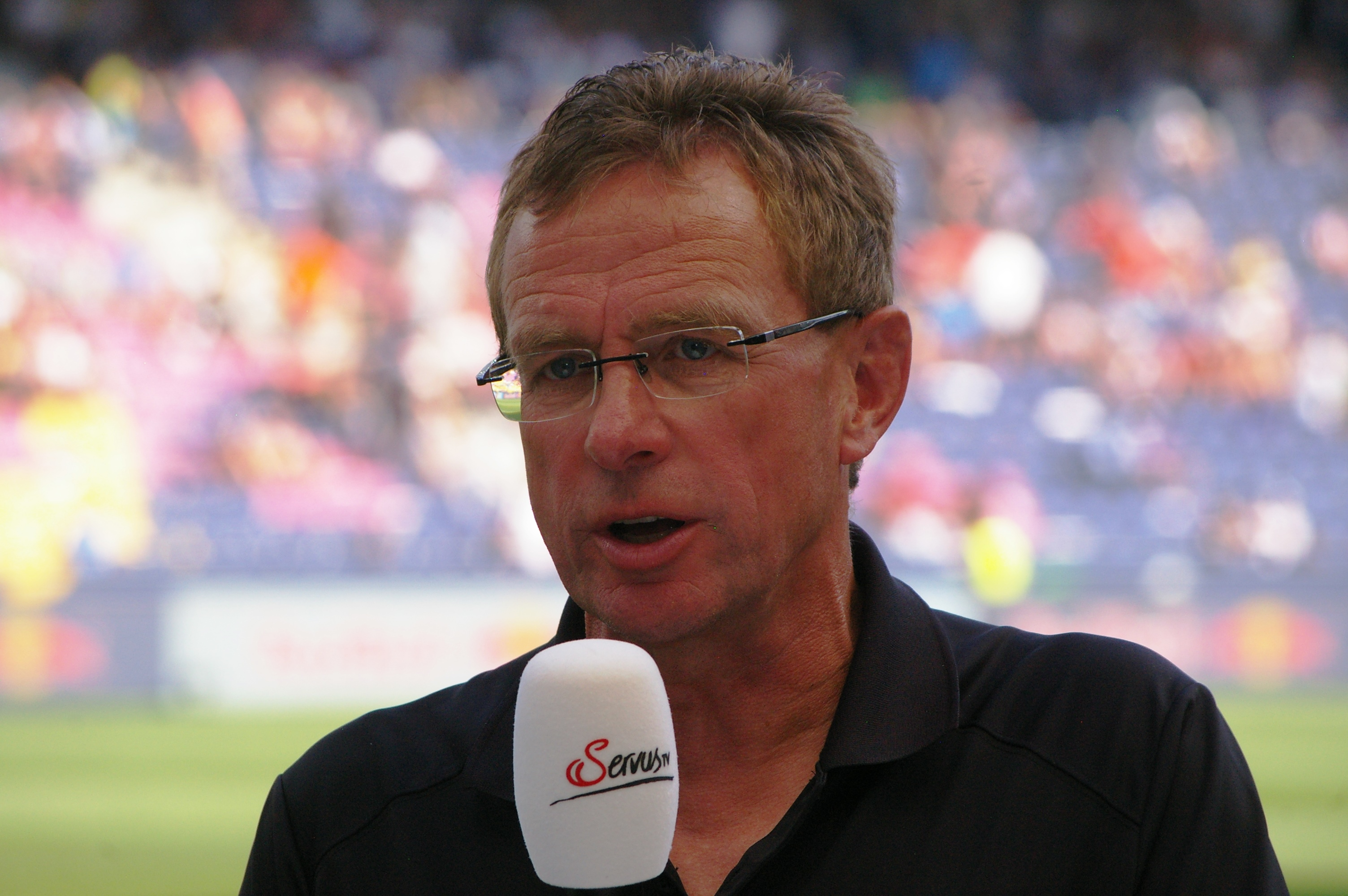
Ralf Rangnick, director deportivo del R. B. Leipzig y del Red Bull Salzburgo desde 2012.

El Leipzig forma parte de una organización que agrupa todos los equipos de fútbol controlados por Red Bull GmbH, complementados con los equipos Red Bull Salzburg (Austria), New York Red Bulls (Estados Unidos) y Red Bull Bragantino (Brasil). El director deportivo gestiona y supervisa el trabajo de cada equipo, así como el desarrollo de las academias deportivas y los resultados de cada equipo en las competiciones que disputan.
Dentro del equipo, el cargo con mayor responsabilidad es la dirección deportiva, el cual le corresponde desde 2012 a Ralf Rangnick. Rangnick se ocupa de la contratación de jugadores y del cuerpo técnico, llegando incluso a compaginar el cargo directivo con el de entrenador del Leipzig durante la temporada 2015-16 en segunda división. Rangnick también está a cargo desde 2012 de la dirección deportiva del FC Red Bull Salzburgo en Austria.

## Secciones

### R. B. Leipzig femenino
RB Leipzig ingresó al fútbol femenino en 2016. El club inicialmente planeó asociarse con Leipziger FC 07, formando un equipo conjunto en el cuarto nivel Landesliga Sachsen. La asociación estaba destinada a durar un año, después de lo cual RB Leipzig continuaría como independiente y se reservaría el derecho de avanzar. RB Leipzig y Leipziger FC 07 recibieron un derecho de juego para la Landesliga Sachsen 2016-17 en un comodín de la Asociación de Fútbol de Sajonia (SFV). Unas semanas antes del comienzo de la temporada, la asociación terminó y RB Leipzig anunció que competiría como independiente. El equipo se proclamó campeón de segunda división, asegurándose el ascenso a la Bundesliga en la temporada 2022-23.